# Killickia grandiflora
Killickia grandiflora là một loài thực vật có hoa trong họ Hoa môi. Loài này được (Killick) Bräuchler, Heubl & Doroszenko mô tả khoa học đầu tiên năm 2008.